# Haux (Żyronda)
Haux – miejscowość i gmina we Francji, w regionie Nowa Akwitania, w departamencie Żyronda.
Według danych na rok 1990 gminę zamieszkiwało 729 osób, a gęstość zaludnienia wynosiła 71 osób/km² (wśród 2290 gmin Akwitanii Haux plasuje się na 560. miejscu pod względem liczby ludności, natomiast pod względem powierzchni na miejscu 1044.).